# John Cottingham
John Cottingham (1943) è un filosofo inglese.
Il fulcro della sua ricerca è stata la filosofia della prima età moderna (soprattutto Cartesio), la filosofia della religione e la filosofia morale. È professore emerito di filosofia all'Università di Reading, docente all'Heythrop College, dell'Università di Londra e fellow onorario del St John's College di Oxford. È  professore ospite del Dipartimento di Filosofia del King's College di Londra.
Cottingham è stato redattore della rivista filosofica Ratio, presidente dell'Aristotelian Society, della Società Britannica per la Filosofia della Religione, della Mind Association e presidente della Società Britannica per la Storia della Filosofia. Un festschrift con risposte di Cottingham, intitolato The Moral Life, è stato pubblicato da Palgrave nel 2008.

## Attività di ricerca
Cottingham ha introdotto il trialismo come interpretazione alternativa del dualismo mente-corpo di Cartesio. Sebbene composto da due sostanze -quella della mente e quella del corpo- l'essere umano possiede attributi distintivi di per sé (tra cui sensazioni, passioni, emozioni), e questi formano una terza categoria, che non può essere ridotta al pensiero o all’estensione che sono rispettivamente proprie della mente (res cogitans) o del corpo (res extensa).
Cottingham ha anche affermato che la visione di Cartesio degli animali come "macchine" non presenta le implicazioni riduzionistiche comunemente supposte. Infine, Cottingham ha esplorato l'importanza di Cartesio come filosofo morale, fornendo un quadro completo della bella vita che attinge sia dal suo lavoro scientifico (in fisiologia e psicologia) sia anche dalla prospettiva teistica che informa tutta la sua filosofia. Cottingham è uno dei redattori e traduttore dell'edizione Cambridge in tre volumi della serie editoriale intitolata The Philosophical Writings of Descartes ("Gli scritti filosofici di Descartes").

### Filosofia morale e filosofia della religione
Cottingham critica un presunto impoverimento psicologico della filosofia morale contemporanea e sostiene che qualsiasi teoria plausibile di una vita buona e integrata per gli esseri umani deve attingere alle intuizioni disponibili dal punto di vista di una prospettiva ampiamente psicoanalitica. Il suo lavoro sulla parzialità difende l'importanza della cura di sé come ingrediente centrale della virtù.  Nel volume intitolato On the Meaning of Life ("Sul senso della vita"), affronta il rapporto tra le modalità della coscienza morale, estetica e religiosa nella costituzione di una vita significativa. Il lavoro più recente di Cottingham sulla filosofia della religione sostiene il primato degli aspetti morali e spirituali della fedeltà religiosa sulle componenti teoriche e dottrinali.

## Opere
- (2020) In Search of the Soul, Princeton University Press.
- (2015) How to Believe, Bloomsbury.
- (2009) Why Believe?, Continuum
- (2008) Cartesian Reflections, Oxford University Press
- (2007) Western Philosophy, Blackwell
- (2005) The Spiritual Dimension, Cambridge University Press
- (2003) On the Meaning of Life, Routledge
- (1998) Philosophy and the good life: reason and the passions in Greek, Cartesian and psychoanalytic ethics, Cambridge University Press
- (1997) Descartes's Philosophy of Mind, Orion
- (1988) The Rationalists, Oxford University Press
- (1986) Descartes, Blackwell